# Dubai
Dubai (دبيّ), glavni grad emirata Dubaija. Prema popisu iz 2013. imao je 2,1 milijuna stanovnika i poznato je turističko odredište.

## Zemljopisne karakteristike
Dubai leži na sjeveru Emirata Dubai uzduž istoimenog kanala Perzijskog zaljeva, širokog od 100 do 1300 m i dugog 14 km, koji ga dijeli na dva dijela. 
Praktički je gotovo spojen s obližnjim obalnim gradovima Sharjahom i Ajmanom u jednu veliku konurbaciju.

## Povijest
U prošlosti, ovaj grad, kao uostalom i veći dio tog dijela svijeta, živio je od ribolova i lova na školjkaše. Situacija se drastično promijenila pronalaskom nafte, kojom je bogata i cijela okolica. Od kada su 1971. godine Dubai i ostalih šest emirata oformili Ujedinjene Arapske Emirate, ova država je u vrhu svjetskih proizvođača. To je dalo mogućnosti i ovom gradu kao i cijelom emiratu brz gospodarski razvitak. Znajući da su rezerve nafte ograničene Rashid bin Saeed Al Maktoum, emir šeik Dubaija (1958. – 1990.), imao je ideju kako Dubai učiniti bogatim i poslije nestanka naftnih rezervi. Počeo je s detaljnim planovima za razvoj najvećeg svjetskog turističkog mjesta. Ogroman novac dobivan od nafte potrošen je na naglu izgradnju grada. Veliki broj Indijaca i Pakistanaca došao je u grad kao fizički radnici na opsežnim građevinskim radovima. Broj stanovnika od 1968. do 1975. povećao se četiri puta.
U početku su građevine bile nešto skromnije da bi 1990-ih godina počeli graditi neboderi. Jedan od takvih je hotel Burj Al Arab, koji je jedini hotel sa 7 zvjezdica na svijetu. Napravljen je u obliku jedra na ribarskom brodu po želji samog emira. Ulazno predvorje je najveće na svijetu, više od samog Eiffelovog tornja. Nakon njegova završetka počeo se graditi poluotok u obliku palme i otok koji svojim oblikom predstavlja cijelu površinu Zemlje. Jedan umjetni otok na tom arhipelagu košta preko 30 000 000 dolara. Cijeli grad ima veliki broj luksuznih trgovačkih centara, a jedan od njih je toliko velik da su u njemu smjestili skijašku stazu. U tijeku su radovi na planetu Restless, parku s prikazanim robotima-dinosaurima i prapovijesnim izgledom Zemlje. 
Danas je Dubai grad za veliki broj turista iz vrhova svjetske elite. Iako je grad nastao na proizvodnji nafte, ona sada sudjeluje sa samo 4 % u ukupnom nacionalnom dohotku koji iznosi preko 45 milijardi dolara.

## Vanjske poveznice
- Službena stranica Vlade Dubaija